# Líderes de pontuação do NBB
O Líderes de pontuação do NBB é uma honraria conquistada pelo jogador da Novo Basquete Brasil (NBB) que obtiver maior média de pontos por jogo na temporada regular.

## Legenda
| ^           | ^           | Denota o jogador que ainda atua na NBB                           | Denota o jogador que ainda atua na NBB                           | Denota o jogador que ainda atua na NBB                           | Denota o jogador que ainda atua na NBB                           | Denota o jogador que ainda atua na NBB                           |
| *           | *           | Denota o jogador que ja foi eleito para o Hall da Fama da NBA    | Denota o jogador que ja foi eleito para o Hall da Fama da NBA    | Denota o jogador que ja foi eleito para o Hall da Fama da NBA    | Denota o jogador que ja foi eleito para o Hall da Fama da NBA    | Denota o jogador que ja foi eleito para o Hall da Fama da NBA    |
| Jogador (X) | Jogador (X) | Denota o numero de vezes que o jogador foi cestinha da temporada | Denota o numero de vezes que o jogador foi cestinha da temporada | Denota o numero de vezes que o jogador foi cestinha da temporada | Denota o numero de vezes que o jogador foi cestinha da temporada | Denota o numero de vezes que o jogador foi cestinha da temporada |
| G           | Armador     | Armador                                                          | F                                                                | Ala                                                              | C                                                                | Pivô                                                             |

## Lista dos Cestinhas no CBB
| Temporada | Jogador                | Posição | Equipe     | Jogos Realizados | Chutes de 2 pontos realizados | Chutes de 3 pontos realizados | Lances Livres realizados | Total de Pontos | Pontos por Jogo |
| --------- | ---------------------- | ------- | ---------- | ---------------- | ----------------------------- | ----------------------------- | ------------------------ | --------------- | --------------- |
| 2004-05   | Marcelinho Machado^    | -       | Telemar    | 30               | 510                           | 376                           | 914                      | 816             | 27.2            |
| 2005-06   | Shamell Stallworth^    | -       | Paulistano | 16               | 630                           | 415                           | 725                      | 397             | 24.8            |
| 2006-07   | Victor Thomas^         | -       | Minas      | 22               | 644                           | 458                           | 667                      | 469             | 21.3            |
| 2007-08   | Marcelinho Machado^(2) | G/F     | Flamengo   | 19               | 603                           | 388                           | 864                      | 463             | 24.4            |

## Lista dos Cestinhas no NBB
| ^           | ^           | Denota que o jogador ainda está ativo no NBB                                                     | Denota que o jogador ainda está ativo no NBB                                                     | Denota que o jogador ainda está ativo no NBB                                                     | Denota que o jogador ainda está ativo no NBB                                                     | Denota que o jogador ainda está ativo no NBB                                                     |
| †           | †           | Denota que o jogador recebeu o prêmio de MVP nessa temporada                                     | Denota que o jogador recebeu o prêmio de MVP nessa temporada                                     | Denota que o jogador recebeu o prêmio de MVP nessa temporada                                     | Denota que o jogador recebeu o prêmio de MVP nessa temporada                                     | Denota que o jogador recebeu o prêmio de MVP nessa temporada                                     |
| Jogador (X) | Jogador (X) | Denota o número de vezes que o jogador foi líder em pontuação até (e incluindo) aquela temporada | Denota o número de vezes que o jogador foi líder em pontuação até (e incluindo) aquela temporada | Denota o número de vezes que o jogador foi líder em pontuação até (e incluindo) aquela temporada | Denota o número de vezes que o jogador foi líder em pontuação até (e incluindo) aquela temporada | Denota o número de vezes que o jogador foi líder em pontuação até (e incluindo) aquela temporada |
| G           | Armador     | Armador                                                                                          | F                                                                                                | Ala                                                                                              | C                                                                                                | Pivô                                                                                             |

| Temporada | Jogador                 | Pos | Equipe          | Jogos disputados | Chutes de 2 pontos realizados | Chutes de 3 pontos realizados | Lances Livres realizados | Total de Pontos | Pontos por Jogo |
| --------- | ----------------------- | --- | --------------- | ---------------- | ----------------------------- | ----------------------------- | ------------------------ | --------------- | --------------- |
| 2008–09†  | Marcelinho Machado^     | G/F | Flamengo        | 28               | 600                           | 449                           | 871                      | 735             | 26.3            |
| 2009–10†  | Marcelinho Machado^ (2) | G/F | Flamengo        | 26               | 568                           | 430                           | 813                      | 710             | 27.3            |
| 2010–11   | Marcelinho Machado^ (3) | G/F | Flamengo        | 28               | 555                           | 397                           | 859                      | 723             | 25.8            |
| 2011–12   | Marcelinho Machado^ (4) | G/F | Flamengo        | 22               | 510                           | 392                           | 854                      | 468             | 21.3            |
| 2012–13†  | Marquinhos^             | F   | Flamengo        | 34               | 617                           | 433                           | 795                      | 705             | 20.7            |
| 2013–14   | Shamell Stallworth^ (2) | G/F | Pinheiros       | 32               | 508                           | 397                           | 815                      | 652             | 21.0            |
| 2014–15   | Shamell Stallworth^ (3) | G/F | Mogi das Cruzes | 29               | 502                           | 363                           | 853                      | 585             | 20.2            |

Fonte: LNB.com.br - Estatísticas